# Argyractis phaeopastalis
Argyractis phaeopastalis là một loài bướm đêm trong họ Crambidae.